# SNCF Z2
De Z2 is een type treinstel van de SNCF met een maximumsnelheid van 160 km/h, met twee wagons, gebouwd tussen 1980 en 1988. De bedoeling was dat er een gelijke kwaliteit was als met de eerste TGV-treinen.

## Beschrijving
Er bestaan verschillende treinen binnen dit type trein:
- 1,5 kV gelijkstroom:
  - Z 7300, omnibus (stoptrein)-versie (alle zitplaatsen vis-à-vis)
  - Z 7500, expressversie
- Bi-courant 1,5 kV / 25 kV:
  - Z 9500, expressversie
  - Z 9600, omnibus (stoptrein)-versie
- 25 kV wisselstroom:
  - Z 11500, omnibus (stoptrein)-versie

De CFL 2000-serie is technisch gelijk aan de Z 11500-serie.

## Galerij

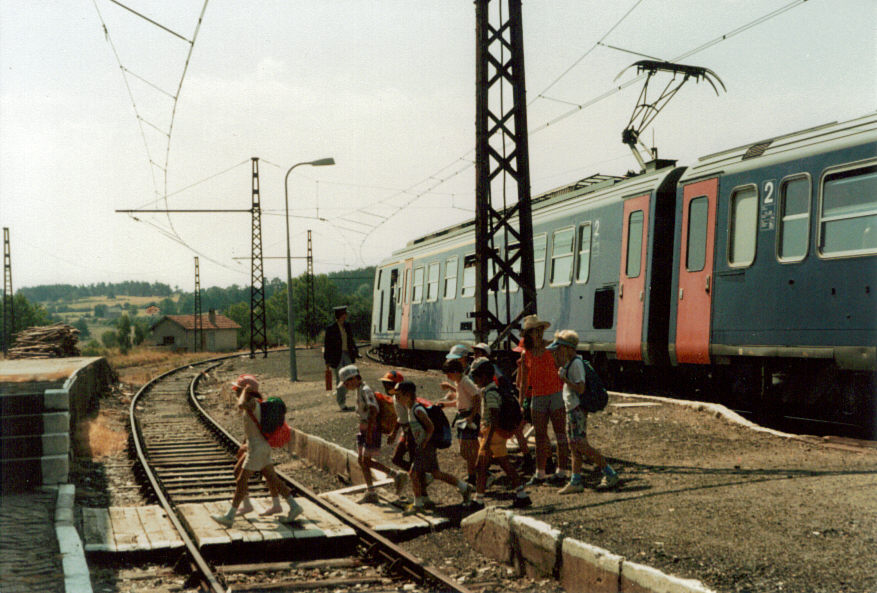
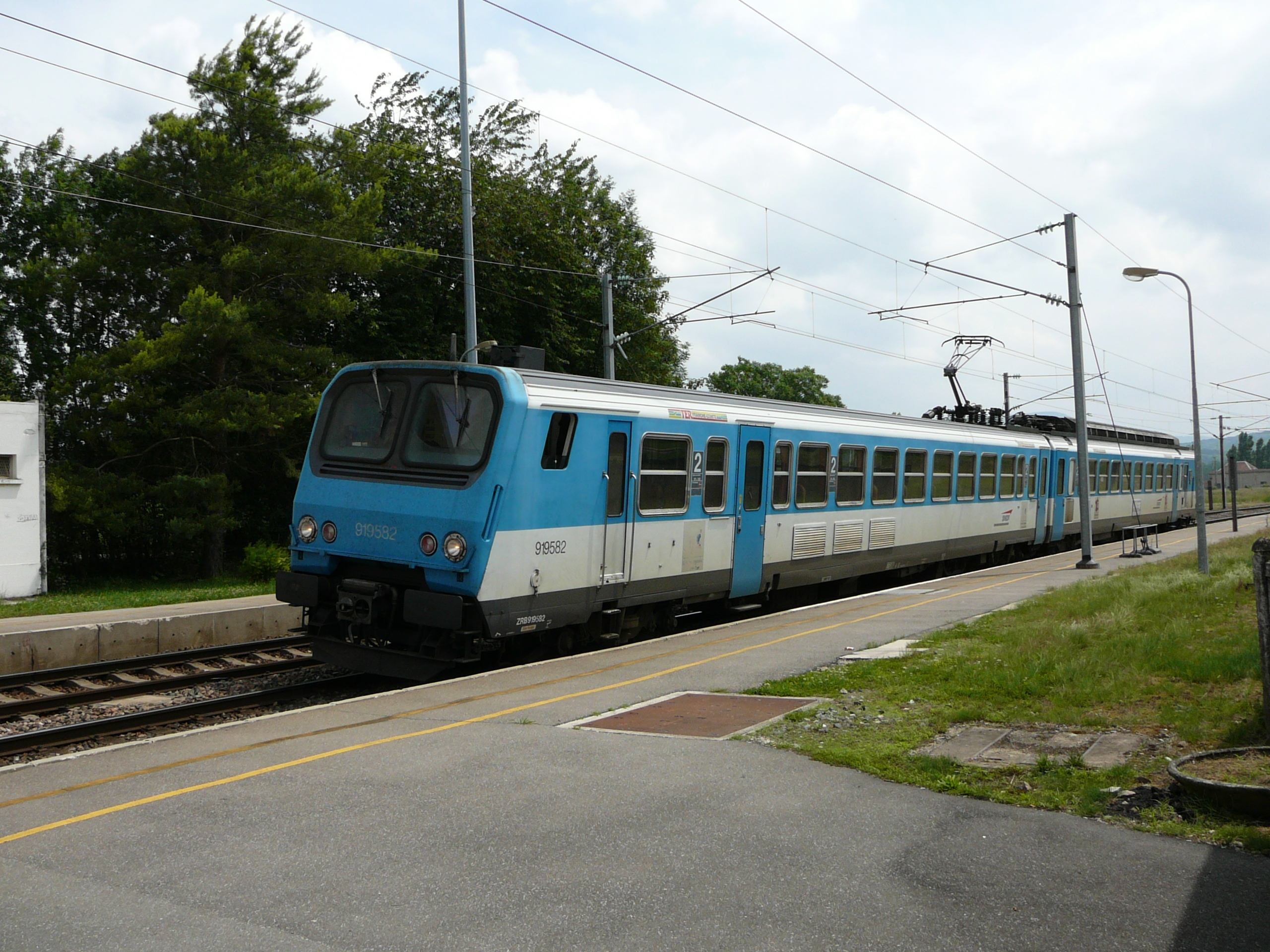
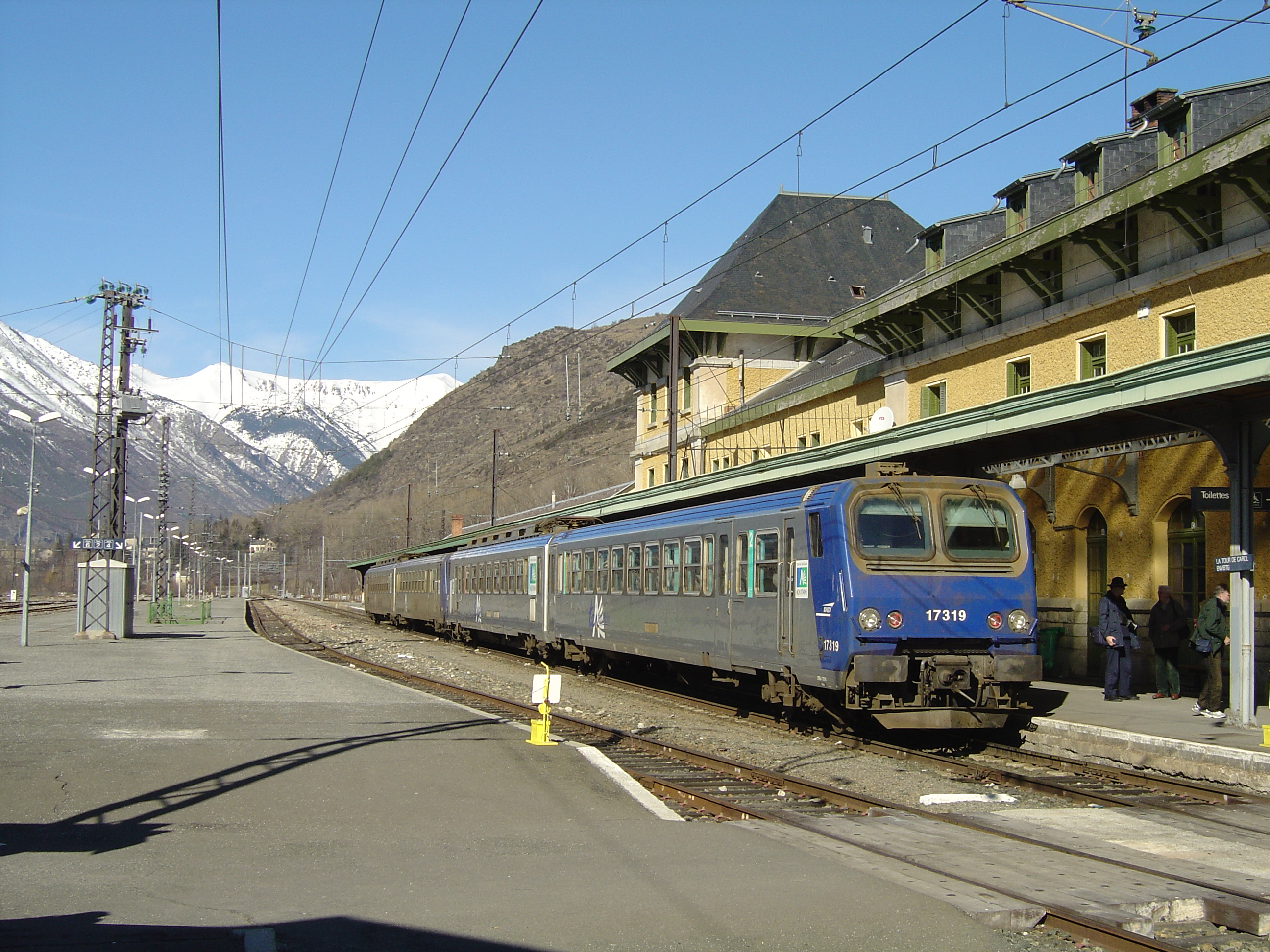